# (9169) 1988 TL1
A (9169) 1988 TL1 a Naprendszer kisbolygóövében található aszteroida. Ueda Szeidzsi és Kaneda Hirosi fedezte fel 1988. október 13-án.